# سيث غولدمان
سيث غولدمان (بالإنجليزية: Seth Goldman)‏ هو صحفي أمريكي، ولد في 1978.